# Baszt
Baszt (perski: باشت) – miasto w Iranie, w ostanie Kohgiluje wa Bujerahmad. W 2006 roku miasto liczyło 8269 mieszkańców w 91561 rodzinach.